# Premio de investigación María Isidra de Guzmán
El Premio de Investigación María Isidra de Guzmán fue instituido en 1992 por el Ayuntamiento de Alcalá de Henares. Su objetivo es apoyar y difundir los estudios científicos sobre las mujeres.

## María Isidra de Guzmán y de la Cerda
María Isidra de Guzmán y de la Cerda (Madrid, 31 de octubre de 1767 - Córdoba, 5 de marzo de 1803), conocida como la doctora de Alcalá, fue la primera mujer que ostentó en España el grado universitario de doctora, y las dignidades de Académica Honoraria de la Lengua y de Catedrática Honoraria de Universidad de Alcalá.

## Historia
El Ayuntamiento de Alcalá de Henares convoca anualmente desde 1992, y bienalmente desde 2008, un premio de investigación de cualquier disciplina académica en conmemoración del día (6 de junio de 1785) en que una mujer, María Isidra de Guzmán y de la Cerda, consiguió por primera vez un doctorado en España. Su objetivo es apoyar y difundir los estudios científicos sobre las mujeres, realizados por investigadores universitarios. Los trabajos deben ser originales, científicamente rigurosos y escritos en español; no habiéndose premiado ni publicado con anterioridad. Los estudios de investigación se pueden desarrollar tanto a nivel individual como en equipo.
El acto de entrega del Premio se celebra el día 6 de junio, en el Salón de Plenos del Ayuntamiento. El Premio está dotado de una cuantía económica (4.000 euros en 2020) y de la publicación de 500 ejemplares del trabajo ganador en forma de libro impreso. Si además, el jurado propone un finalista, este recibirá como premio la publicación del trabajo, pero no obtendrá dotación económica.

## Palmarés
| Palmarés del Premio de investigación María Isidra de Guzmán, ordenado por años y ediciones |         |                                                                          | |
| Año                                                                                        | Edición | Ganador                                                                  | Título |
| 2024                                                                                       | XXV     |                                                                          | |
| 2022                                                                                       | XXIV    | Zoila Martínez Beltrán                                                   | “Voces poliédricas: la contribución de las sopranos de coloratura españolas a la Edad de Plata” |
| 2020                                                                                       | XXIII   | Beatriz Ranea Triviño                                                    | “La (re)construcción del patriarcado en los espacios de prostitución en la España contemporánea: estudio cualitativo sobre el rol de los hombres que demandan prostitución femenina”                                        |
| 2018                                                                                       | XXII    | Nieves Hernández Romero                                                  | "Formación y profesionalización musical de las mujeres en el siglo XIX" |
| 2016                                                                                       | XXI     | Dolores Ruiz Berdún y Alberto Gomis Blanco                               | "Compromiso social y género: la historia de las matronas en España en la Segunda República, la Guerra Civil y la Autarquía (1931-1953)"                                                                                     |
| 2014                                                                                       | XX      | desierto                                                                 | |
| 2012                                                                                       | XIX     | Daniela Cherubini                                                        | “Llegar a ser ciudadanas. Ciudadanía y prácticas participativas de las mujeres migrantes en Andalucía” |
| 2010                                                                                       | XVIII   | Mercedes Redondo Cristóbal y Francisco Javier Jimeno de la Maza          | "Los consejos de administración españoles en clave de género: la desigualdad vertical en cifras" |
| 2008                                                                                       | XVII    | Alberto Baena Zapatero                                                   | "Mujeres novohispanas e identidad criolla (siglos XVI y XVII)" |
| 2007                                                                                       | XVI     | María Viedma García                                                      | "Historia de la masonería desde una perspectiva de género" |
| 2006                                                                                       | XV      | Andrea Voria                                                             | "Conversaciones en la ciudad desde una mirada de género" |
| 2005                                                                                       | XIV     | Esther Rubio Herráez                                                     | "El ciberespacio no es la mitad del cielo: sobre mujeres, ciencia y tecnologías digitales" |
| 2004                                                                                       | XIII    | - Serrana Mercedes Rial García - María Teresa Bordons Gangas (finalista) | - "Las mujeres de las comunidades marítimas de Galicia durante la época moderna: una biografía colectiva" - "Mujeres modernas: género, historia y literatura en España en los primeros treinta años del siglo XX"           |
| 2003                                                                                       | XII     | - Frédérique Morand - Mercedes de Grado (finalista)                      | - "Doña María Gertrudis Hore (1742-1801): vivencia de una poetisa granadina entre el siglo y la clausura" - "Sirenas naufragadas a la deriva: identidad y debate feminista en la narrativa de Adelaida García Morales"      |
| 2002                                                                                       | XI      | - Jenny Fraai - Beatriz Suárez Briones (finalista)                       | - "Rebeldías camufladas: análisis de tres novelas femeninas de los años cuarenta en España" - "Sextualidades: teorías literarias feministas"                                                                                |
| 2001                                                                                       | X       | Josebe Martínez Gutiérrez                                                | "Las intelectuales de la Segunda República al exilio: Victoria Kent, Margarita Nelken e Isabel O. de Palencia" |
| 2000                                                                                       | IX      | - Marcia Castillo Martín - María Lozano Estívalis (finalista)            | - "Las convidadas de papel: mujer, memoria y literatura en la España de los años veinte" - "Las imágenes de la maternidad: el imaginario social de la maternidad en Occidente desde sus orígenes hasta la cultura de masas" |
| 1999                                                                                       | VIII    | María Jesús Vázquez Madruga                                              | "Doña María Isidra Quintina de Guzmán y la Cerda, "Doctora de Alcalá". Biografía." |
| 1998                                                                                       | VII     | María Teresa Pita Moreda                                                 | "Mujer, conflicto y vida cotidiana en la ciudad de México a finales del período español" |
| 1997                                                                                       | VI      | - Josemi Lorenzo Arribas - Isabel Correcher Tello (finalista)            | - "Las mujeres y la música una relación disonante" - "Revuelta del cuartel de mujeres del Hospicio de San Fernando de 1786: aspectos sociales y jurídicos"                                                                  |
| 1996                                                                                       | V       | desierto                                                                 | |
| 1995                                                                                       | IV      | María Asunción González de Chávez Fernández                              | "Familia: maternidad, paternidad" |
| 1994                                                                                       | III     | Mercedes Carreras Jiménez                                                | "Aproximación a la jurisprudencia feminista" |
| 1993                                                                                       | II      | Mercedes Bengoechea Bartolomé                                            | "Adrienne Rich: génesis y esbozo de su teoría lingüística" |
| 1992                                                                                       | I       | Pedro Antonio Fuertes Olivera                                            | "Mujer, lenguaje y sociedad: los estereotipos de género en inglés y en español" |